# NCR公司
NCR公司（NCR Corporation，原稱：National Cash Register）是一家總部位於美國喬治亞州亞特蘭大的計算機硬件、軟件和電子產品公司，主要生產銷售點終端、自動櫃員機、條碼閱讀器等，此外也提供IT維修服務。該公司于1884年成立於俄亥俄州代頓。
1991年該公司曾被AT&T收購，1996年後者重組，NCR因此在1997年1月1日再次獨立，它也這次重組中唯一保持了原名沒有被再次併購的公司。2009年6月將代頓的大部分地產變賣搬至亞特蘭大都會區德盧斯附近。2018年1月，公司總部又搬到亞特蘭大。

## 外部連結
- 官方网站